# IC 2679
IC 2679 је елиптична галаксија у сазвјежђу Лав која се налази на листи објеката дубоког неба у Индекс каталогу.
Деклинација објекта је + 12° 0' 55" а ректасцензија 11h 16m 23,2s. Привидна величина (магнитуда) објекта IC 2679 износи 14,8 а фотографска магнитуда 15,8.